# Tedeschi della Namibia
I tedeschi della Namibia (in tedesco Deutschnamibier, in afrikaans Duitsers van Namibië, in inglese German Namibians) costituiscono una comunità dello stato africano della Namibia che discende direttamente dai coloni tedeschi dell'Africa Tedesca del Sud-Ovest.

## Storia

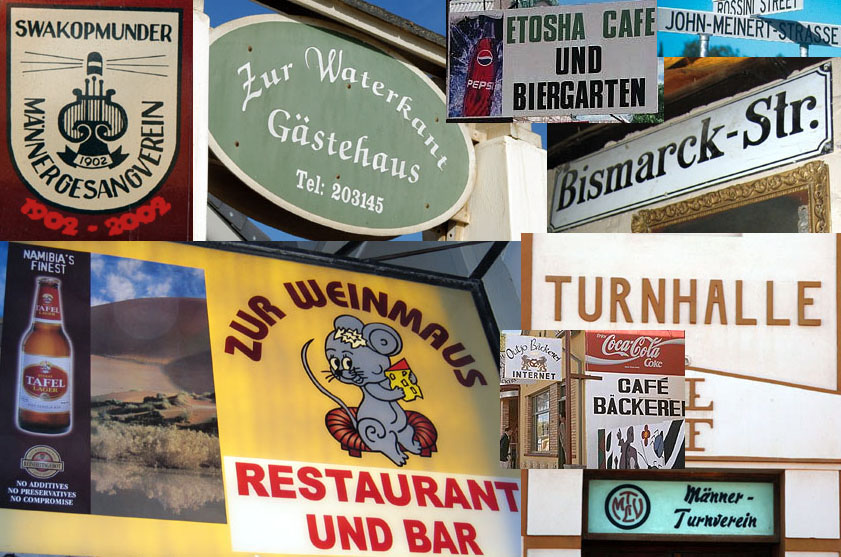
Cartelli in tedesco in Namibia

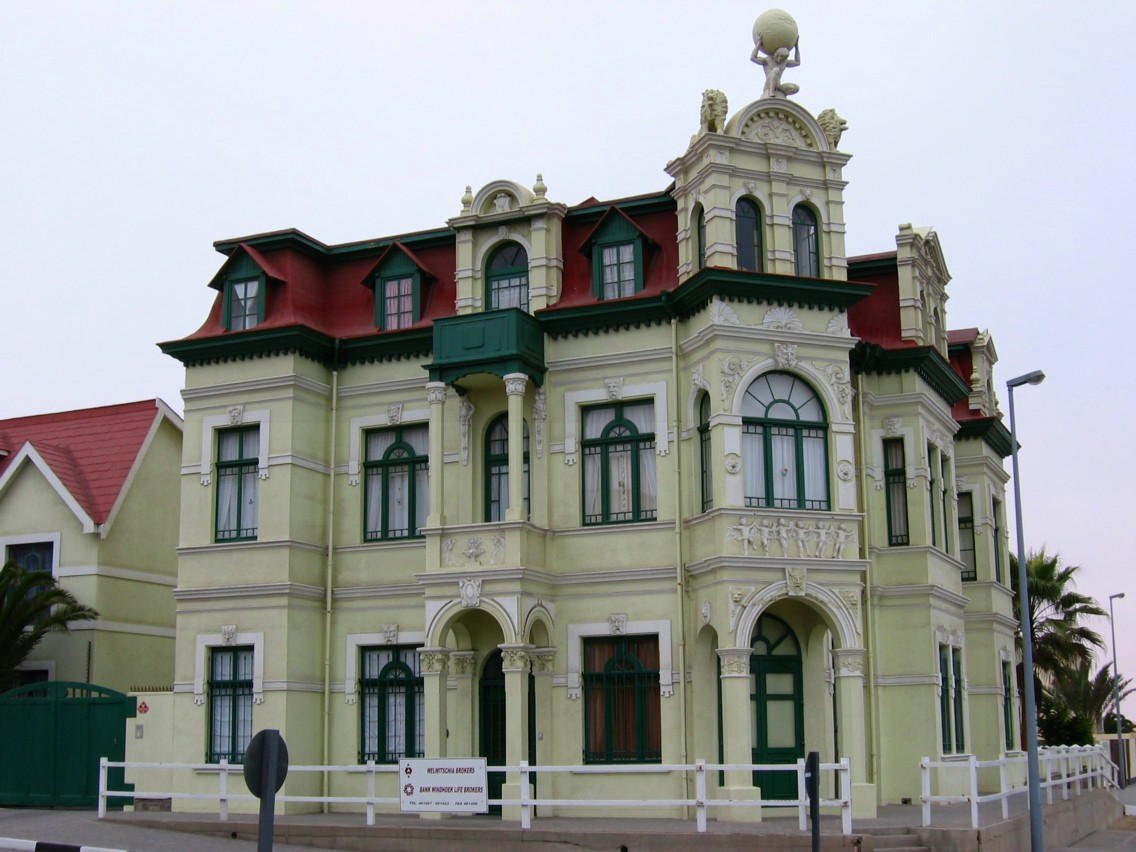
Hohenzollernhaus a Swakopmund

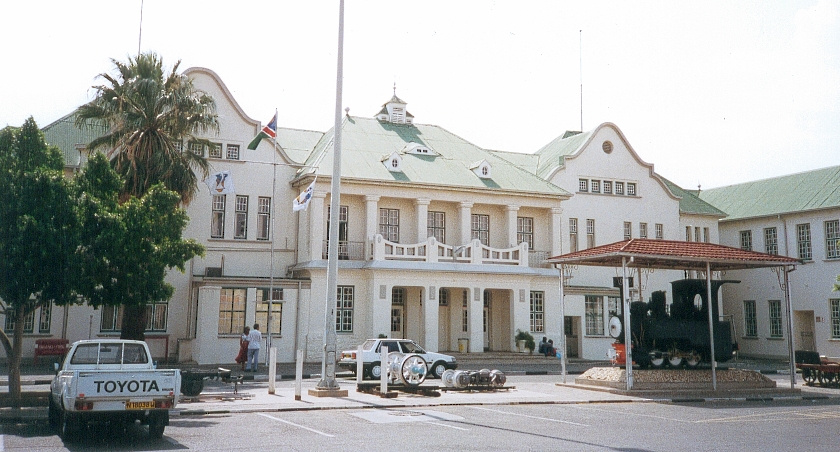
La Stazione di Windhoek, di chiara origine coloniale tedesca

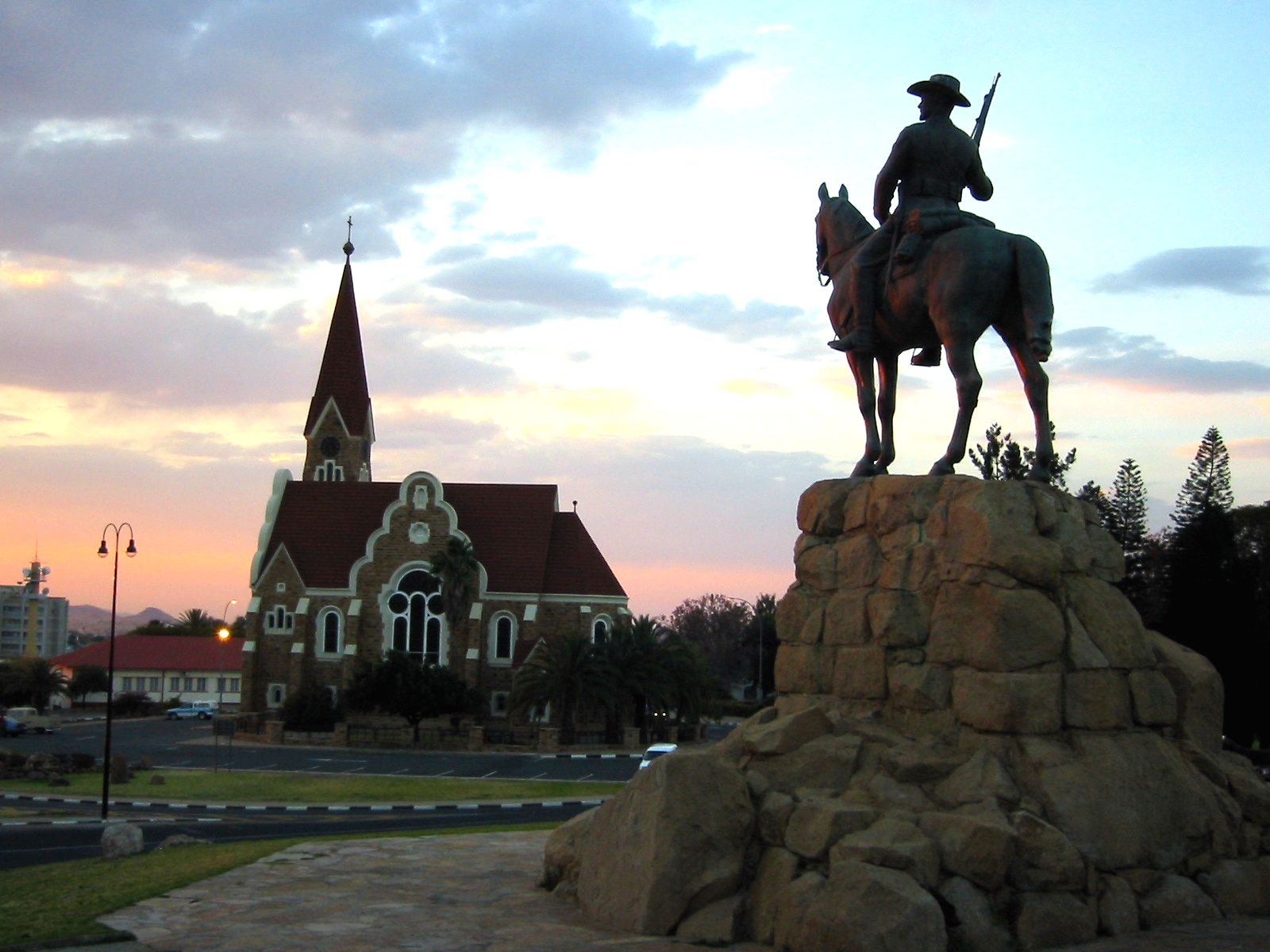
Una chiesa luterana a Windhoek

Nel 1883 un mercante tedesco, Adolf Lüderitz, acquistò da un capo locale la costa meridionale dell'attuale Namibia e fondò la città di Lüderitz. Il governo tedesco, desideroso di impadronirsi di territori oltremare, decise ben presto di annettersi il possedimento, che ricevette il nome di "Africa Tedesca del Sud-Ovest (Deutsch-Südwestafrika in lingua tedesca). Alcuni piccoli gruppi di tedeschi cominciarono a stabilirvisi: si trattava soprattutto di mercanti, cercatori di diamanti, ufficiali coloniali e soldati della Schutztruppe.
Nel 1916, durante la prima guerra mondiale, la Germania perse il controllo della Namibia che divenne così un mandato del Sudafrica. Ai coloni tedeschi fu tuttavia concesso di restare tant'è che fino al 1990, anno di indipendenza della Namibia dal Sudafrica, il tedesco fu lingua ufficiale del paese insieme all'inglese e all'afrikaans.
Attualmente, l'inglese è l'unica lingua ufficiale della Namibia. Tuttavia vi sono circa 25.000 cittadini namibiani di diretta discendenza tedesca (circa l'1% della popolazione totale) e, probabilmente, altri 20.000 namibiani di colore parlanti tedesco come prima lingua: in totale, il tedesco è parlato dal 32% dei namibiani bianchi. Gran parte della comunità germanofona risiede nella capitale Windhoek, oltre che nelle piccole città di Swakopmund e Lüderitz, nelle quali sono ancora ben visibili le tracce dell'architettura coloniale tedesca.
Molti tedeschi della Namibia sono attivi nei commerci, oltre che nelle attività agricole e turistiche. Vi sono anche vari uomini di governo di origine tedesca: per esempio, dopo l'indipendenza, divenne sindaco della capitale proprio un tedesco della Namibia. Molto importante ai fini della conservazione della specifica identità culturale della comunità è l'Allgemeine Zeitung, l'unico quotidiano africano stampato in lingua tedesca.
La profonda influenza esercitata dalla colonizzazione tedesca in Namibia è testimoniata anche dal fatto che la principale confessione religiosa del paese è la cristiana luterana.